# Горица (Груде)
Горица је насељено мјесто у Босни и Херцеговини у Општини Груде које административно припада Федерацији Босне и Херцеговине. Према попису становништва из 1991. у насељу је живјело 795 становника.

## Становништво
| Националност       | 1991.        | 1981.        | 1971.        |
| Хрвати             | 784 (98,61%) | 875 (98,75%) | 988 (98,99%) |
| Срби               | 0            | 1 (0,11%)    | 0            |
| Муслимани          | 0            | 1 (0,11%)    | 0            |
| Југословени        | 0            | 2 (0,22%)    | 0            |
| остали и непознато | 11 (1,38%)   | 7 (0,79%)    | 10 (1,00%)   |
| Укупно             | 795          | 886          | 998          |

## Жупа Горица — Совићи

### Попис католика у капеланији Горица 1844.
Фра Илија Видошевић направио је попис католичког становништва у самосталној капеланији Горица. Испод је табелични преглед стања на дан 25. јула 1844. године. Односи се на два села које је обухватала наведена капеланија.
| Католичко становништво капеланије Горица 1844. |           |              |
| насеље                                         | број кућа | становништво |
| Горица                                         | 46        | 279          |
| Совићи                                         | 105       | 680          |
| Укупно                                         | 151       | 959          |